# Airbus A319
Airbus A319 (фр.: [ɛʁbys] ( прослухати), укр. Ерб́юс, англ.: [ˈɛərbʌs] — укр. Ейрб́ас) — член сімейства Airbus A320 ближнього і середнього радіуса дії, вузькофюзеляжний, пасажирський дводвигуновий реактивний літак виробництва Airbus. A319 вміщує до 160 пасажирів і здатен долати відстані в 3 700 морська миля (6 900 км; 4 300 миля). Остаточна збірка літака здійснюється в м. Гамбург, Німеччина. Є скороченою версією А320 і введений в експлуатацію у квітні 1996 р. разом зі Swissair, два роки після подовженого Airbus A321 і вісім ― після оригінального A320.
Повітряне судно має той самий тайп-рейтинг, що і решта членів сімейства Airbus A320, що надає можливість відповідним пілотам A320 керувати літаком без додаткових тренінгів чи перекваліфікації. 
Станом на 30 вересня 2016 р. було вироблено 1456 літаків A319, з яких 1440 функціюють, а 18 інших ― добудовуються в режимі твердого замовлення. EasyJet є найбільшим оператором Airbus A319, оперуючи 144 літаками.
У грудні 2010 р. Airbus проголосив початок розробки нового покоління сім'ї A320 ― A320neo (опція з новими двигунами, new engine option). Подібним чином зменшений варіант фюзеляжу A319neo пропонує більш енергоощадні двигуни, у поєднанні з покращеннями конструкції планера та новими кінцівками крила, названі в Airbus Sharklets. Авіалайнер заощадить до 15 % пального. A319neo є найменш популярною моделлю сім'ї Airbus A320neo, володіючи замовленням загалом лише на 58 судно станом на 30.09.16, у порівнянні з 3 444 ― A320neo та 1 310 ― A321neo.
Літак Airbus A319-115CJ експлуатується державною авіакомпанією «Україна» і перевозить офіційні делегації.
Літак Airbus A319-100 ACJ (P4-RLA) використовує Рінат Ахметов.